# Porky's Revenge!
Porky's Revenge! (br: Porky's Contra-Ataca) é um filme de comédia sobre as aventuras dos adolescentes do fictício colégio de Angel Beach, na Flórida. Filmado nos Estados Unidos da América e no Canadá, em 1985, é o terceiro filme da sequência. Foi dirigido por James Komack.

## Sinopse
É o último ano dos estudantes da Angel Beach High School, antes da formatura. A professora de ginástica, Beulah Balbricker (Nancy Parsons), flagra os alunos assistindo um filme pornográfico, sugere a expulsão deles e, caso o autor da fita não se acuse, nenhum deles irá se formar. O problema é ajudar o treinador Goodenough (Bill Hindman), chantageado por Porky (Chuck Mitchell), que abre seu cabaré numa barcaça abandonada. Foi lá que Goodenough perdeu todo seu dinheiro e, ainda, Porky pede que o time entregue a final do jogo de basquete, mas não é atendido.
Apesar desta vitória, tudo repentinamente muda quando a filha de Porky namora Anthony "Meat" Tuperello (Tony Ganios), o capitão do time. O vilão arma um plano para que Meat casasse com a garota. No final das contas, Porky impede a graduação do jovem, que seria apenas no dia seguinte a seu casamento. Na formatura, Inga (Kimberly Evenson) mostra os seios para Pee Wee (Dan Monahan), que no final, passa vergonha em público ao ter sua roupa arrancada pelo diretor Carter (Eric Christmas).

## Elenco
- Dan Monahan – Edward "Pee Wee" Morris
- Mark Herrier – Billy McCarthy
- Wyatt Knight – Tommy Turner
- Kaki Hunter – Wendy Williams
- Tony Ganios – Anthony "Meat" Tuperello
- Nancy Parsons – Beulah Balbricker
- Eric Christmas – Diretor Carter
- Scott Colomby – Brian Schwartz
- Chuck Mitchell – Porky
- Kimberly Evenson – Inga Johanssen
- Nancy Hassinger – Avó de Pee Wee
- Rose McVeigh – Miss Webster
- Wendy Feign – Blossom
- Fred Buch – Sr. Dubich
- Ilse Earl – Sra. Morris
- Bill Hindman – Professor Goodenough
- Ron Campbell – Crutcher
- Heidi Helmer – Connie
- Tom Bishop – Lenny
- Lou Nelson – Ralph
- Jim Paul Eilers – Pai de Connie
- Jody Wilson – Mãe de Connie
- Mal Jones – Guarda da ponte
- Adrienne Walbridge – Cricket
- Donna Rosea – Lana
- Doreen Murphy – Debbie
- Laura Tracy – Jill
- Sandy Mielke – Snooky Kelton
- William Fuller – Gus
- Kimberly Kerwin – Garota de programa 1
- Julie H. Morgan – Garota de programa 2
- Fred Waugh – Vendedor 1
- Marc Mercury – Vendedor 2
- Mark Harris – Tripulante
- Bert Sheldon – Apostador
- Matt Johnston – Criminoso
- Michael Sandler – Idoso
- Elizabeth Hipwell – Fã
- Elaine Berman –  Adestradora
- Flint Beverage – Aluno (não-creditado)
- Shawn McAllister – Policial (não-creditado)
- Wesley Smith – Farber (não-creditado)
- Tommy Perna – Jogador de vôlei (não-creditado)
- Tom Tangen – Snooky aos 16 anos (não-creditado)